# Jean-Michel Atlan
Pour les articles homonymes, voir Atlan.
Jean-Michel Atlan, né le 23 janvier 1913 à Constantine (Algérie) et mort le 12 février 1960 à Paris 6e, est un peintre français.

## Biographie
D'origine judéo-berbère,, Jean-Michel Atlan est issu de la bourgeoisie de Constantine. Il quitte l'Algérie pour Paris en 1930, où il étudie la philosophie à la Sorbonne, à cette époque il adhère au Parti communiste français et à l'Union fédérale des étudiants, puis il milite à l'extrême gauche trotskiste et anticolonialiste. Il est professeur de philosophie au lycée de Laval en 1938-1939, puis, à la rentrée 1939, au lycée Condorcet à Paris. Dès la mi-novembre 1940, il est déchu de la Fonction publique par le nouveau recteur de l'Académie de Paris, Jérôme Carcopino, appliquant avec zèle le « statut des Juifs », bien que celui-ci n'ait pas de décret d'application.
En 1941, il commence à peindre, puis il est arrêté le 9 juin 1942, à la fois pour son engagement dans la Résistance et parce qu'il est juif. Incarcéré à la prison de la Santé, il échappe aux camps d'extermination en simulant la folie. Interné, à l'instar de Léon Schwarz-Abrys, à l'hôpital Sainte-Anne, il en sort à la Libération. Il est ami notamment avec le couple formé par Jean Duvignaud et Clara Malraux, Alain Robbe-Grillet, René de Obaldia, et avec l'écrivain et théoricien de l'architecture Michel Ragon. Il se consacre désormais à la peinture et expose en 1944 au Salon des surindépendants dans un style expressionniste. Quelques mois plus tard, en novembre 1944, il publie un recueil de poèmes, Le Sang profond, qu'il illustre, et présente en décembre 1944 une exposition à la galerie l'Arc-en-Ciel à Paris.
En 1946, Atlan rencontre Asger Jorn, puis rejoint le mouvement CoBrA et se rapproche de l'abstraction. Cette même année 1946, Maeght publie l'ouvrage Description d'un Combat de Franz Kafka et dont les lithographies en noir ont été réalisées par Atlan. En 1948, il participe à la création du groupe CoBrA, grâce à l'intervention de Guillaume Corneille. En 1955, il expose à la galerie Charpentier à Paris. Il est victime d'une hémorragie en 1959 pendant une exposition à Londres et meurt le 12 février 1960 d'un cancer foudroyant, peu de temps avant de présenter ses toiles à New York.
Il avait épousé Denise Veron, morte le 1er juillet 2004.
En 1980, il est l'objet d'une rétrospective au Centre Pompidou.

## Style
Atlan commence à peindre en 1944 sans ordre ou structure formelle préconçus, tout fasciné qu'il est par la matière rendue en empattements de couleurs, frottages et autres ratures comme dans Peinture (1947). Il ne se forge un style pensé qu'à partir de 1950, où l'informel cède la place à une organisation plastique.

## Œuvres (sélection)
- Le Kahena
- Composition
- Le Roi David
- Hérodiade
- Carnaval
- Los Incas
- Le Roi Guerrier
- Les Gémeaux
- Le Scarabée
- Maldoror
- Nedroma
- Rythmes africains
- Sagittaire
- Sumatra
- Zodiaque
- 39 lithographies (imprimerie Fernand Mourlot, 1946-1950)[9]

### Iconographie
- Marianne Greenwood, Portrait d'Atlan, vers 1950, photographie, Antibes, musée Picasso.